# 高周波焼入れ
高周波焼入れ（こうしゅうはやきいれ、英語：induction hardening）とは、鋼に、高周波の電磁波による電磁誘導を起こし、表面を加熱して焼入れを行う熱処理の手法。
鋼表面のみ硬化させて硬さを増し、内部はじん性を保った元の状態を保つことで、柔軟性に富んだ材料にすることが出来る。鋼の種類にもよるが、一般の焼入れに比べ概ね表面はロックウェル硬さ（HRC）で1～2程度上昇する。

## 原理

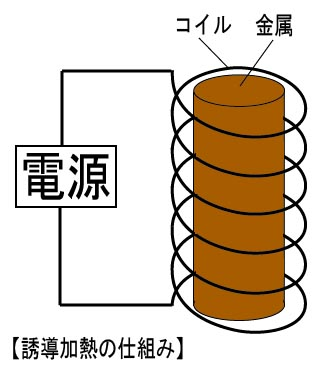
誘導加熱の模式図

金属に銅線を巻きつけてコイル状にし、銅線に交流を流すと、コイル内部に電磁誘導による磁力が発生すると同時に、金属内に渦電流が発生する。この渦電流は表皮効果により金属表面のみに集まるので、金属表面を電流Iが流れていることになる。電流が発生すると、誘導加熱により、焼入れする金属の持つ電気抵抗 R によりジュール熱 I2R が発生する。この発生したジュール熱により金属表面をオーステナイト状になるまで加熱し、しばらく保持して、急冷する。急加熱で行われるため、保持温度は通常の全体焼入れよりも約50℃高くなるまで加熱する。
焼入れ後そのままでは靱性が低下するため、焼戻しを行う。一般に約150 - 200℃の低温焼戻しが行われる。この"高周波焼入れ→焼戻し"という一連の作業を高周波焼入れ焼戻し（英語：induction hardening and tempering）と、ひとくくりに言うこともある。
高周波焼入れは渦電流が金属表面のみに流れるという特性上、通常は表面処理（表面硬化）に使われる手法であって内部まで熱処理することは少ない。金属中心部付近は渦電流がほとんど発生しないので、中央まで加熱するのであれば金属表面から金属中央にかけて伝熱するための時間がかかるためである。
しかしながら、必ずしも表面硬化のためだけに使われるわけではなく、金属内部まで焼入れするために用いられることもある。JIS B 6905【高エネルギー熱処理】番号3213にも『通常は表面硬化焼入れを目的とするが、無心焼入れを目的とする場合がある（無心とは内部まで焼入れすること）』と記載されている。

## 主な構造

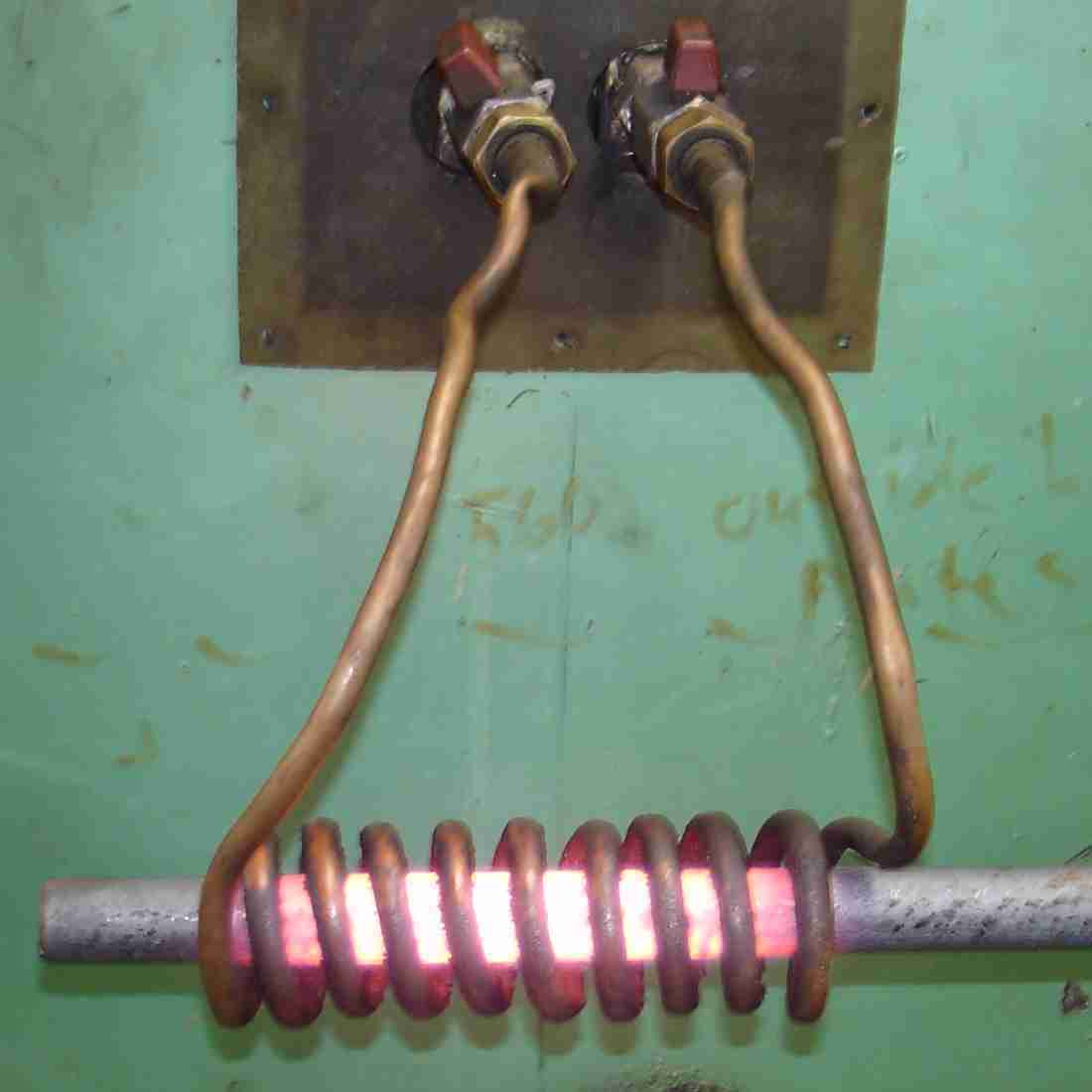
誘導加熱で赤熱する金属棒
コイルには450kHzの交流電流が流されている

### 交流電源
コイルに流す電流を発生させるもの。高圧で、かつ最高で数MHzの周波数を発生させるため、相応の性能のものが必要となる。高周波電流発生方式としては、電動発電機式、電子管式、サイリスタインバータ式、トランジスタインバータ式がある。

### コイル
交流電流を流して磁界を発生させるためのもの。ここに交流電源を繋いで使う。コイルに流す周波数・電流・時間などは、希望する焼入れ深さや焼入れする金属の大きさ、抵抗値などによって決める。
流す交流電流の周波数は、下は 1 kHz から上は数 MHz までかけることがあるが、周波数を高くするとコイル自身も相当加熱するため、コイルの冷却も必要になる。コイルの冷却は、コイル内部に水を通して冷却する液冷が主に使われる。
特に同じ材料を高周波焼入れする際でも、完成品の性質を決める大きな要素の1つが、コイルに流す周波数である。コイルに流す電流の周波数と金属の焼入れ深さは互いに反比例するため、高い周波数にするほど表面のみ焼入れされて内部は元の状態が保たれ、逆に、低い周波数にするほど内部まで焼入れが進む。そのため、希望する焼入れ深さにより周波数を調整する。表皮効果の発熱層の深さは、δ[cm] を発熱層深さ、ρ[Ω⋅cm] を電気抵抗率、μ[%] を透磁率、f[Hz] を電流周波数としたとき、以下の式で求めることができる。
{\displaystyle \delta =5.03\times 10^{3}{\sqrt {\frac {\rho }{\mu f}}}}
コイルの形状は、被加工品の寸法・形状に合わせて最適なものにする必要がある。焼入れ箇所の輪郭とコイルの隙間、コイルの高さ・巻数により、加熱効率が変化する。大まかな形状種類としては、軸の表面に焼入れする際は外面コイル、平板に焼入れする際は平面コイル、パイプの内部などに焼入れする際は内面コイルなどがある。

## 適用材料
高周波焼入れは、誘導加熱の原理を利用して加熱する処理であるので、非磁性体である銅などには適用できない。一般には、機械構造用炭素鋼や低合金鋼などに適用される。鋼に適用する場合も、通常の焼入れと同じく炭素量をある程度以上含んでいないと機械的性質の改善は小さい。一般には中炭素鋼以上から焼入れ焼戻し処理が適用される。通常の焼入れと同様に、最高焼入れ硬さは炭素量のみによって決まり、焼入れ深さは炭素量に加えたニッケル、モリブデンなどの添加元素量により決まる。
高周波焼入れでは加熱は急速加熱で行われるため、鋼中の炭素の拡散が不十分となりやすく、パーライト組織の鋼を高周波焼入れしても一般熱処理以下にしか焼入れ硬さが得られないことがある。しかし、ソルバイト組織の鋼に適用することで、パーライトの場合に比較して焼入れ硬さを大きく向上させることができる。そのため、あらかじめ調質（焼入れ+高温焼戻し）を行い、ソルバイト組織にしておいて高周波焼入れ適用することが推奨される。

## 長短所
長所
- 調整が簡便
  - 焼入れ深さを決める際は、コイルに流す周波数を調整すればいい。交流の周波数を調整することは簡単なので、焼入れ深さの調整をしやすい。
- 短時間で処理が出来る
  - 材料をコイルに近付け交流電流を流すだけなので、短時間で処理することが可能である[4]。
- 他の表面硬化処理に比べると硬化層が深い
  - 浸炭、窒化、軟窒化などに比べると、表面から深いところまで焼入れ硬化させることができる[11]。

短所
- 大きな材料の焼入れ
  - 材料が大きくなればコイルも大型化するが、出力が小さな電源ではそれに見合う磁場を発生させられないため、高周波焼入れが困難である。高出力な電源があれば大きなコイルでも強力な磁界を発生させられるため、大型のものでも焼入れできるが、そのような電源は一般に高価である。
- 複雑な形状の焼入れ
  - 入り組んだものなど複雑な形状のものは内部の渦電流が一定にならないため、場所によって温度差が出る。そのため高周波焼入れは適さない。

以上のようなことから、比較的小型な軸、歯車、平板などに広く使われている。